# Trnovci (Nordmakedonien)
Trnovci (makedonska: Трновци) är en ort i Nordmakedonien. Den ligger i kommunen Mogila, i den sydvästra delen av landet, 80 kilometer söder om huvudstaden Skopje. Trnovci ligger 624 meter över havet och antalet invånare är 736.